# Russell Williams II
Russell Williams II (Washington D.C., 14 de outubro de 1952) é um sonoplasta estadunidense. Venceu o Oscar de melhor mixagem de som em duas ocasiões consecutivas: por Glory e Dances with Wolves.